# Tłuczek do mięsa

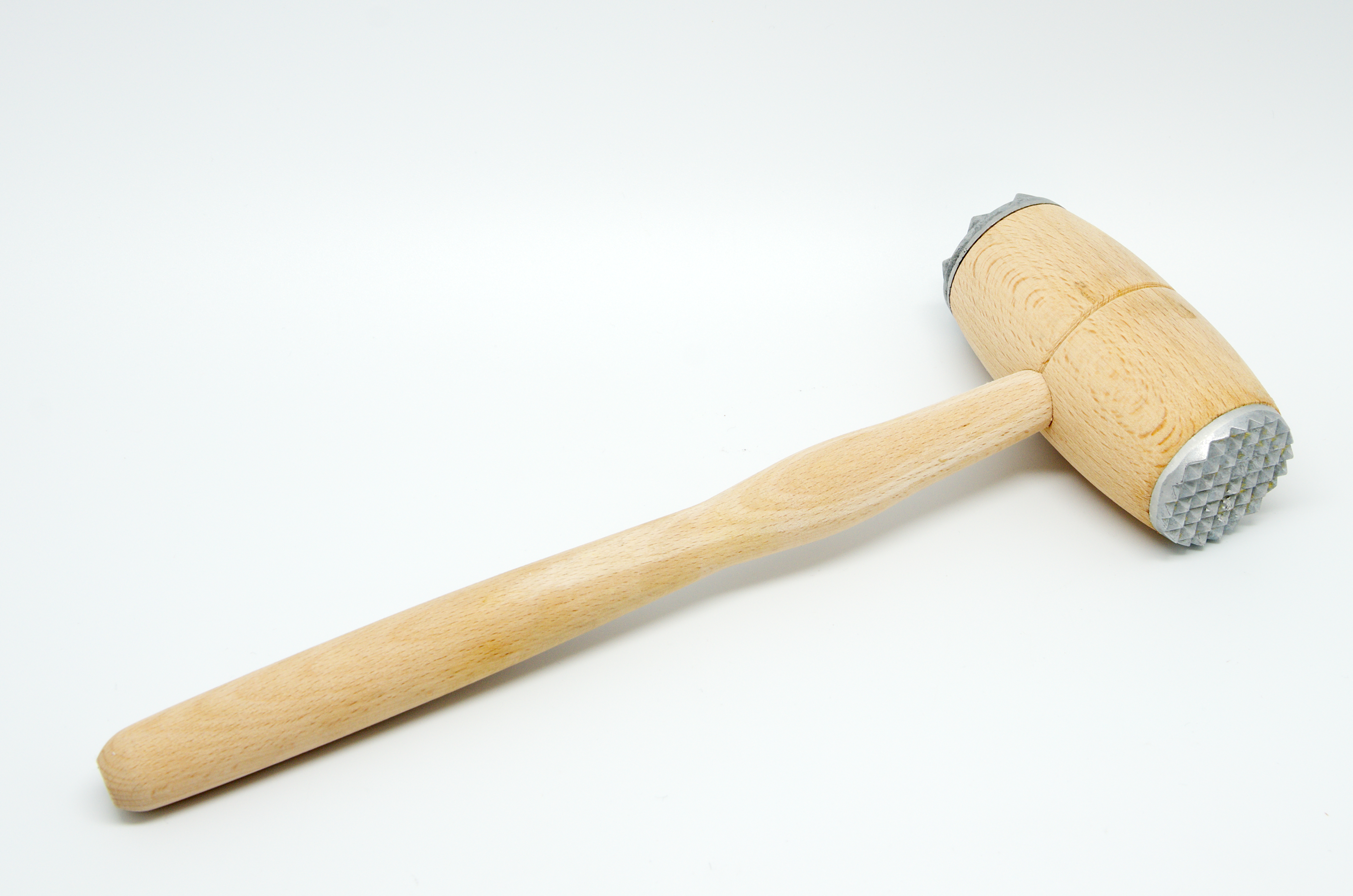
Dwustronny drewniany tłuczek do mięsa z metalowymi okuciami

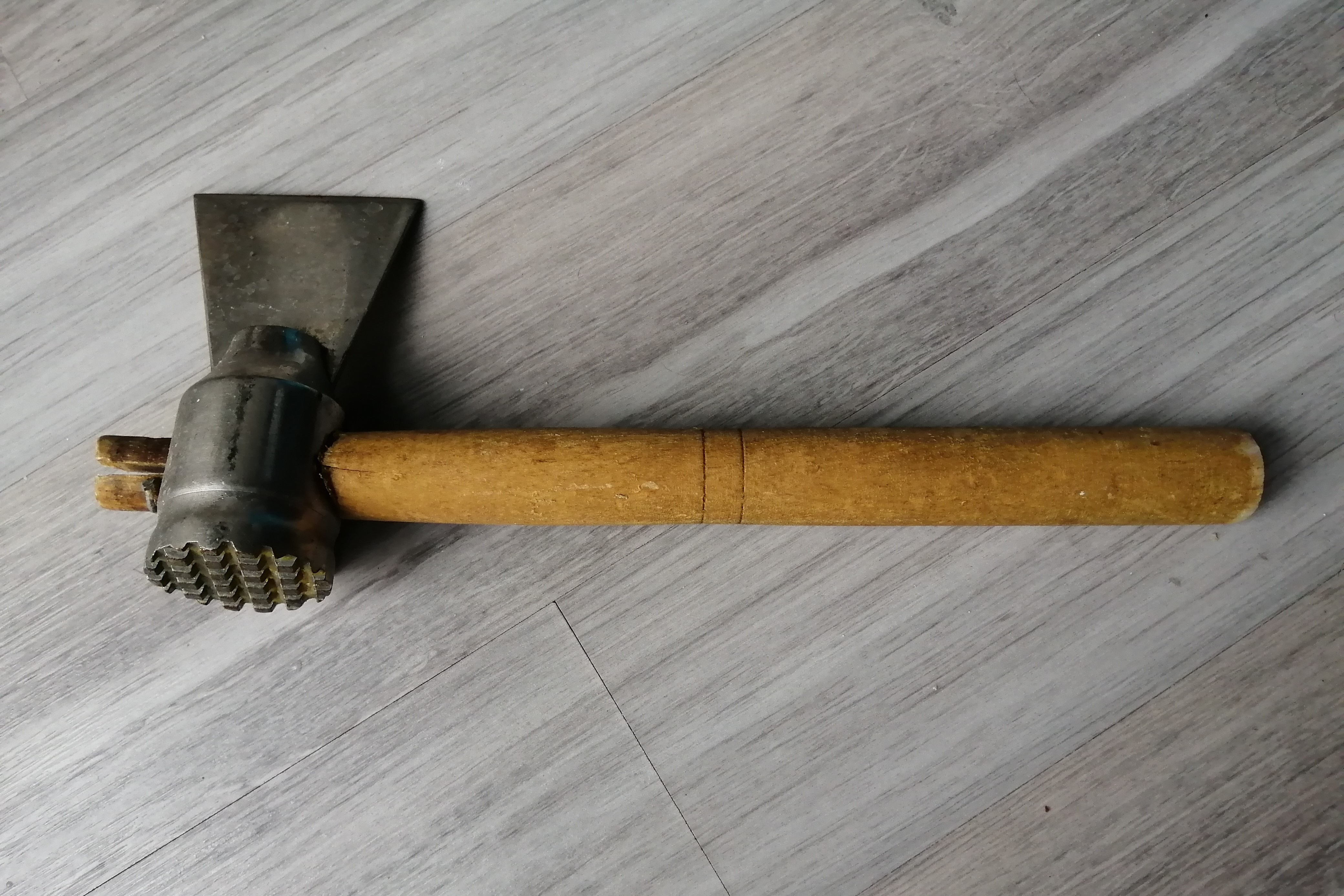
Jednostronny tłuczek do mięsa połączony z tasakiem (kuchenną siekierką)

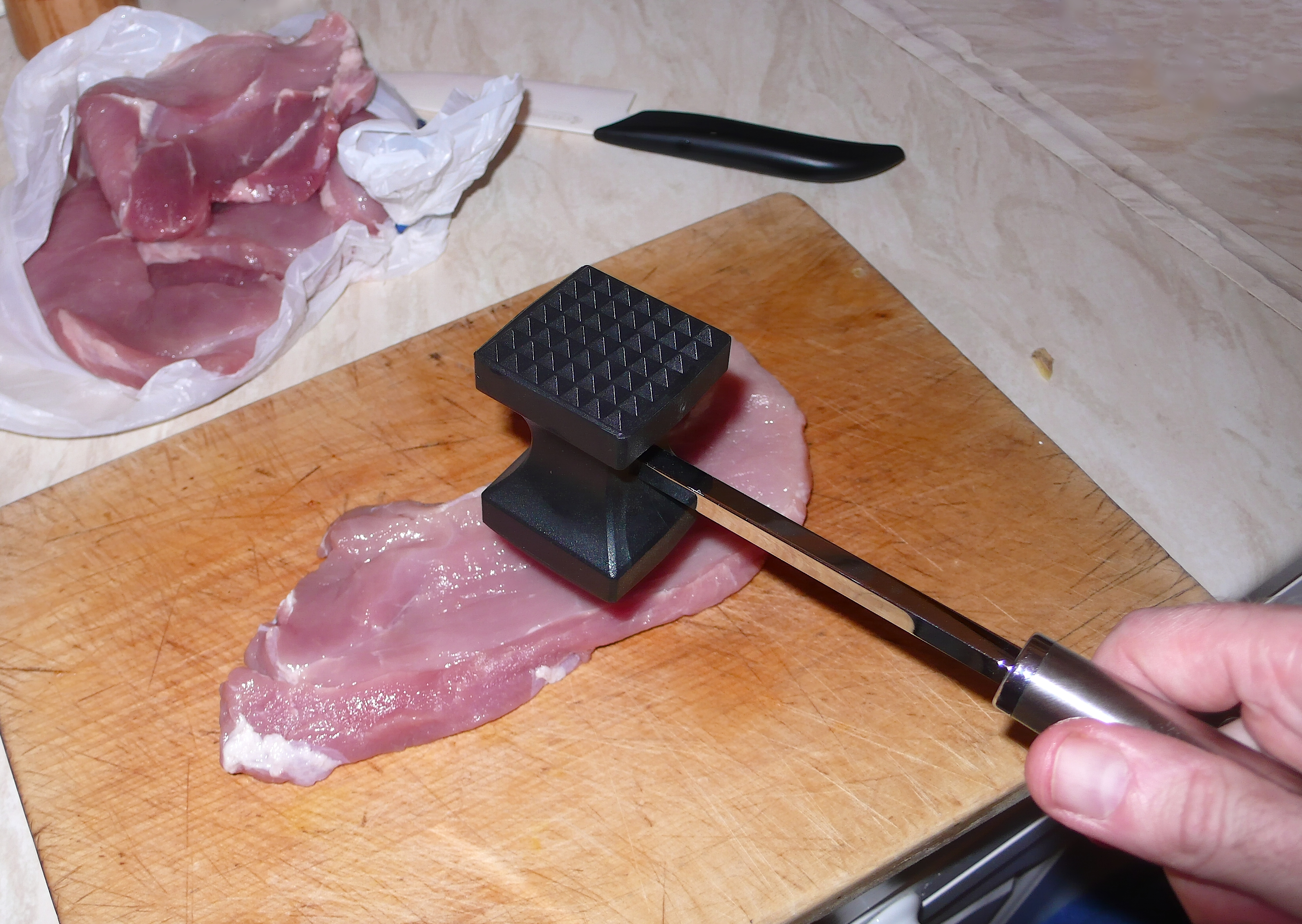
Użycie tłuczka do mięsa

Tłuczek do mięsa (młotek do mięsa, młotek do zbijania mięsa) – jednostronny lub dwustronny młotek służący do rozbijania płatów mięsa w celu dokonania wstępnej obróbki mechanicznej, jako przygotowanie do opracowania termicznego.

## Opis
Wykonany jest z aluminium, z żeliwa, czy ze stali nierdzewnej, albo z drewna z metalowymi okuciami lub bez (przy czym tłuczek drewniany wymaga czasochłonnej impregnacji i trudno go dezynfekować).
Tłuczek składa się ze styliska (trzonka) i bloczka (główki) pojedynczej lub podwójnej (dwustronnej). Płaszczyzna powierzchni roboczej może mieć kształt okrągły lub kwadratowy. Powierzchnia robocza główki (powierzchnia bijna) może mieć różne wytłoczenie - w postaci ząbkowanej, kratkowej, piramidkowej, żebrowanej lub gładkiej. W przypadku tłuczka dwustronnego, stosuje się zestawienie profilu ząbkowanego z żebrowanym lub gładkim, albo z ostrzem w kształcie toporka (z tasakiem) do podziału żeberek. Istnieją również tłuczki do mięsa o kształcie stempla, wytwarzane ze stali rdzoodpornej, o płaskiej, szerokiej powierzchni roboczej. W gastronomii stosuje się również elektryczne tłuczki do mięsa.
Tłuczek powinien być odpowiednio wyważony a trzonek musi zapewniać dobry chwyt. Podczas zamachu, zgromadzona w główce energia kinetyczna przekazywana jest w momencie uderzenia obrabianemu produktowi, co powoduje deformację jego struktury, a w przypadku mięsa – rozrywanie włókien tkanki. Celem zróżnicowania faktury powierzchni roboczej jest przeznaczenie do obróbki różnych rodzajów mięsa. Powierzchnia bijna ząbkowana lub z piramidkami, służy do rozbijania wołowiny i wieprzowiny. Za jego pomocą rozrywa włókna mięsa, zmiękczając je i zapobiegając kurczeniu się podczas obróbki cieplnej na patelni. Młotek z powierzchnią kraciastą ułatwia przygotowanie kotletów z bardziej twardych mięs. Przydaje się do kotletów schabowych.
Gładka powierzchnia młotka służy do mięs delikatnych typu polędwiczki, drób, ryby (nie dziurawi kruchego mięsa).